# Vaxholm (comuna)
Vaxholm (em sueco: Vaxholm kommun;  PRONÚNCIA) ou Vaxolmo é uma comuna da Suécia localizada no condado de Estocolmo. É composta por umas 70 ilhas - das quais 57 são habitadas - e uma pequena península em terra firme. Sua capital é a cidade de Vaxholm, na ilha de Vaxön. Possui 57,8 quilômetros quadrados e segundo censo de 2018, havia 12 023 habitantes. Tem ligação permanente a Estocolmo por barco - com 1 hora de viagem - e é servida por uma estrada com ponte. 

Comuna de Vaxholm
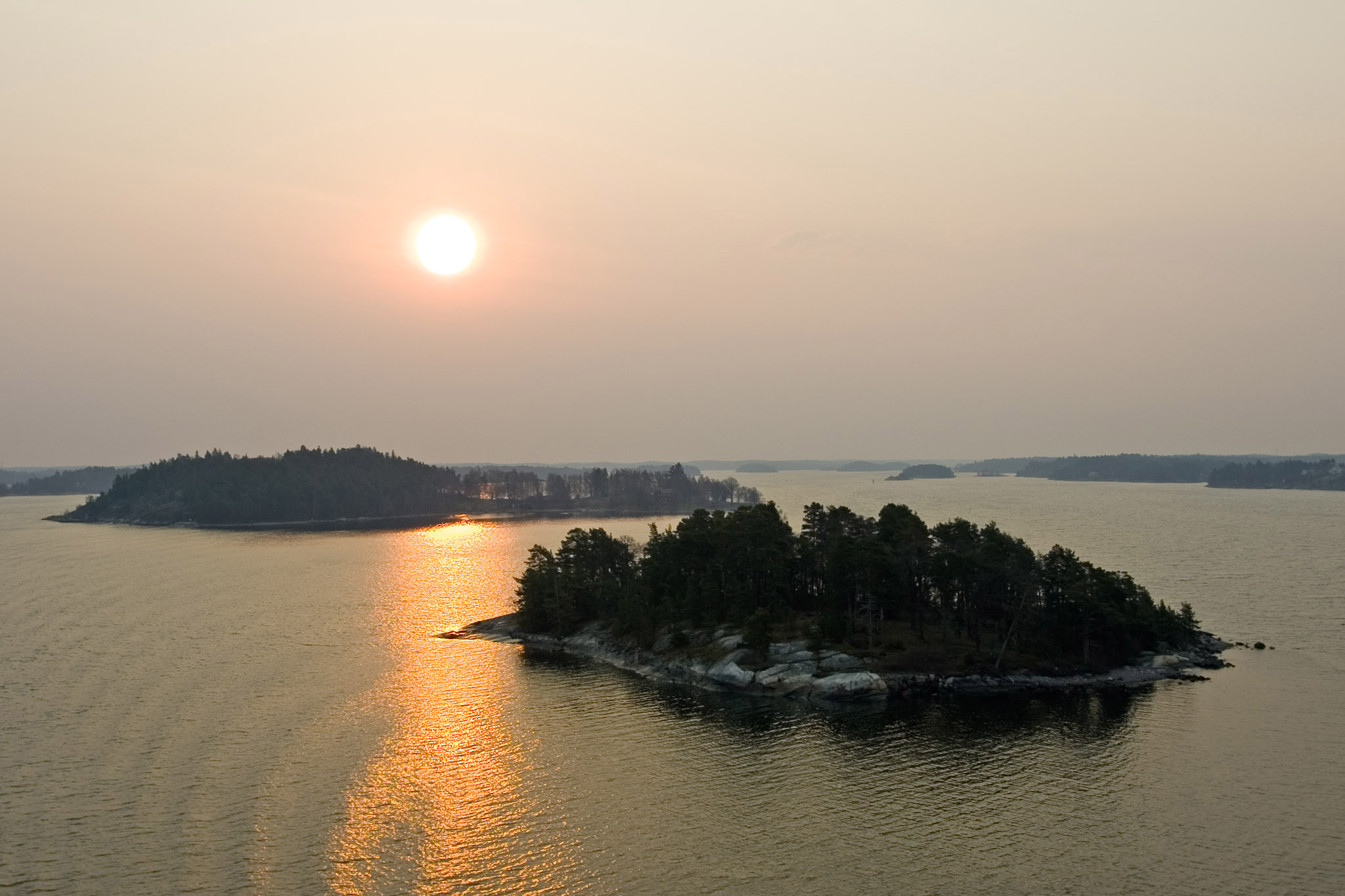
Vista da comuna, no mar Báltico
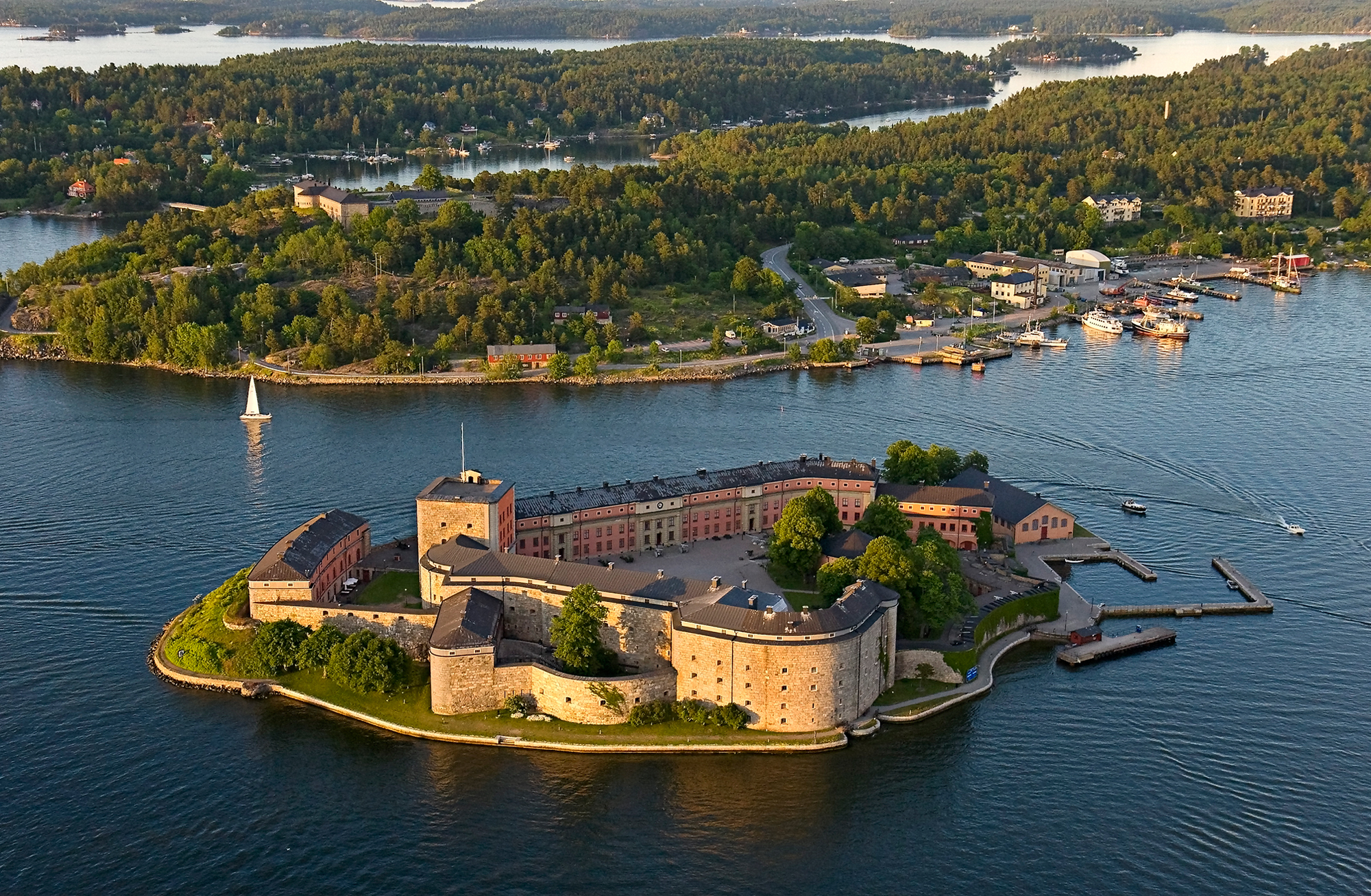
A fortaleza de Vaxholm
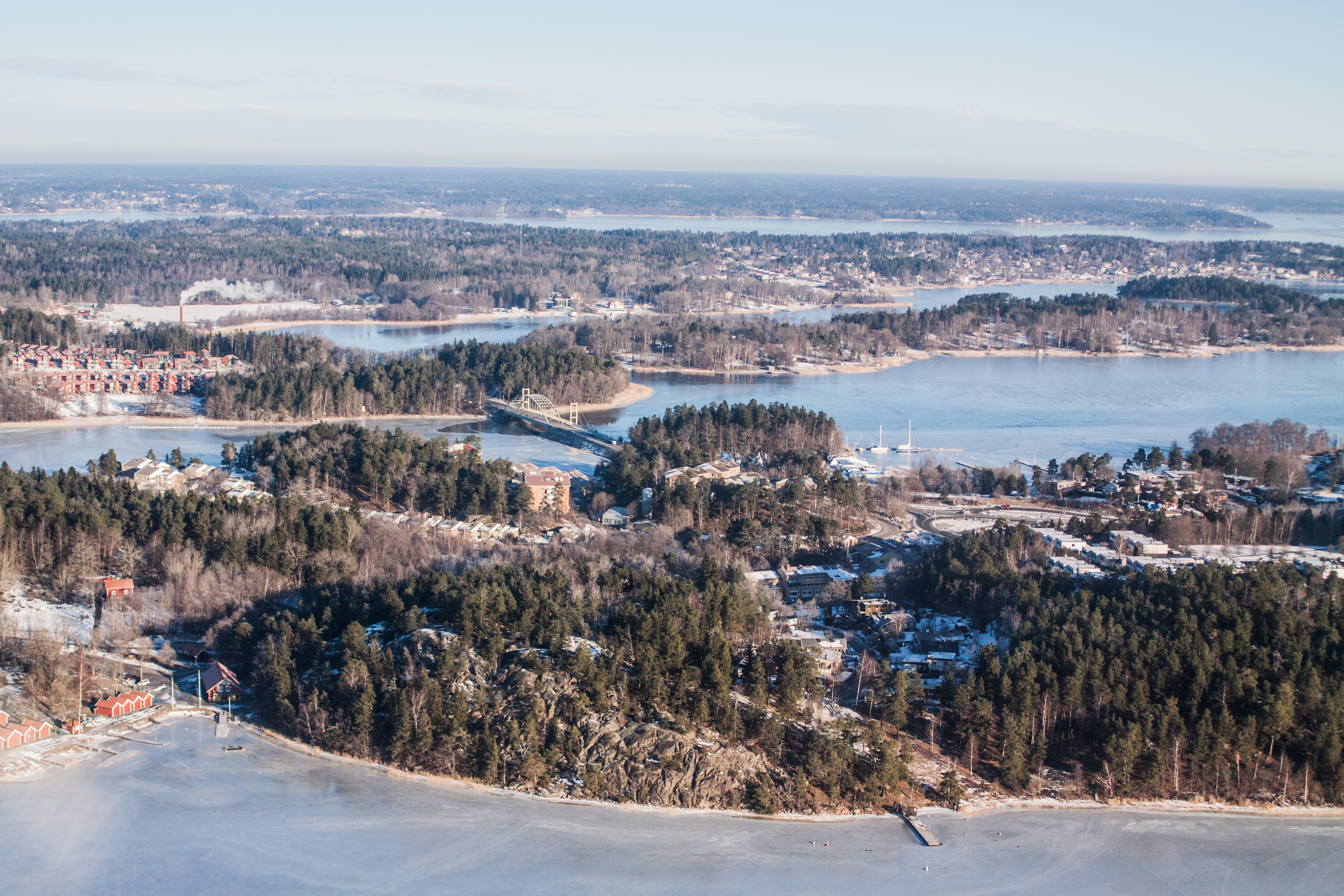
A ilha de Vaxön
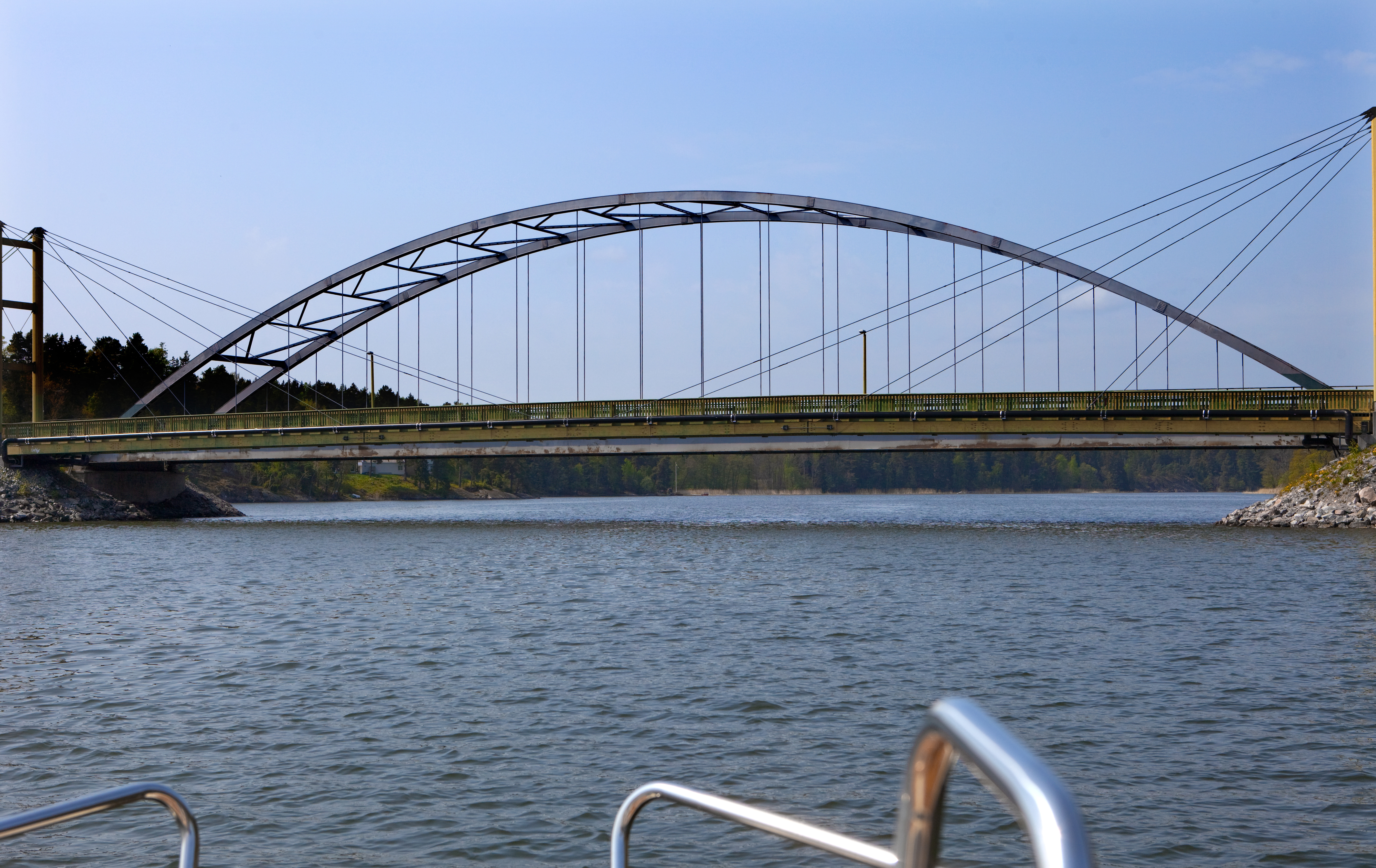
Ponte Kullön para Vaxholm